# Terrible (1693)
Il Terrible fu un vascello di linea francese da 100 cannoni che prestò servizio nella Marine royale dal 1693 al 1714.

## Storia
Il vascello da 100 cannoni Terrible fu costruito presso l'Arsenale di Brest su progetto del costruttore navale Blaise Pangalo. Esso portava il nome di una precedente unità distrutta durante la battaglia di La Hogue nel giugno 1692. L'unità fu ordinata il 19 luglio 1692, impostata nell'agosto successivo sotto la direzione del carpentiere Blaise Pangalo, varata il 21 febbraio 1693 entrando in servizio nel maggio successivo.
Era lunga 53,592 metri, aveva una larghezza di 14,616 metri e un pescaggio di 6,171 metri con un dislocamento di 2.200 tonnellate. L'equipaggio era composto da 14 ufficiali e 800 tra sottufficiali e uomini d'equipaggio. L'armamento previsto, 100 cannoni, era composto da ventotto cannoni da 36 libbre nella prima batteria, ventotto cannoni da 18 nella seconda, ventotto cannoni da 8 nella terza, oltre a dieci cannoni da 6 libbre sul cassero e sei da 6 sul castello di prua.
La nuova nave prese parte alla battaglia di Lagos il 28 giugno 1693, e alla battaglia di Malaga il 24 agosto 1704, dove era la nave di bandiera del tenente generale delle armate navali Ferdinand de Relingues Conte de Relingue. Nel 1706 furono aggiunti due cannoni da 18 libbre extra sul ponte centrale, i cannoni da 8 libbre sul ponte superiore furono sostituiti da cannoni da 12 libbre e altri due da 6 libbre sul cassero, per un totale di 104 cannoni. Il Terrible fu affondato a Tolone per ordine del re Luigi XIV il 29 luglio 1707 per evitare che fosse incendiato nel corso del bombardamento della flotta inglese. Riportato a galla nell'agosto dello stesso anno, fu radiato nell'agosto del 1714 e subito venduto per la demolizione.

### Fonti
1. 1 2 3 4 5 6 7 8 9 10 11 12  Threedecks.
2. ↑  Troisponts.